# Вишняківська сільська рада (Хорольський район)
Вишняківська сільська рада — колишній орган місцевого самоврядування у Хорольському районі Полтавської області з центром у c. Вишняки.
Населення — 2605 осіб.

## Населені пункти
Сільраді були підпорядковані населені пункти:
- c. Вишняки
- с. Вербине
- с. Демина Балка
- с. Костюки
- с. Павленки